# Notogonioides rufiventris
Notogonioides rufiventris är en insektsart som beskrevs av Ernst Friedrich Germar. Notogonioides rufiventris ingår i släktet Notogonioides och familjen hornstritar. Inga underarter finns listade i Catalogue of Life.